# Língua hindko
Hindko é um termo generalizado que abrange um grupo diversificado de dialetos Lahnda falados por milhões de pessoas de várias origens étnicas em várias aéreas no noroeste do Paquistão, principalmente nas províncias de Khyber Pakhtunkhwa e regiões do noroeste de Panjabe.
Há hoje um movimento linguístico nascente, e, nas últimas décadas, intelectuais falantes de hindko começaram a promover a visão de hindko como uma língua independente. Há uma tradição literária baseada em Pexauar, que é a base de "um padrão literário incipiente para as diferentes varidades da Província da Fronteira Noroeste, sendo a varidade urbana de Pexauar no noroeste, e outra baseada na língua de Abbottabad no nordeste". No censo de 2017 do Paquistão, 5,066 milhões de pessoas declararam que seu idioma é o hindko.

Hindko é até certo ponto mutuamente inteligível com Panjabi e Seraiquis, tendo mais afinidade com a última. As diferenças com outras variedades do Panjabi são as mais pronunciadas na morfologia e fonologia do que na sintaxe.

A proporção de pessoas com Hindko como sua língua materna em cada Distrito paquistanês a partir do Censo do Paquistão de 2017

## Alfabeto
Vaf é uma letra única de Hindko e muitos idiomas indo-arianos. Vaf é usado a partir de empréstimos de origem Pastó
Hindko é geralmente escrito em uma variedade do alfabeto Punjabi.  Foi criado por Rehmat Aziz Chitrali na Khowar Academy Chitral.
| Letter | Name of Letter      | Transcription                       | IPA                               |
| ------ | ------------------- | ----------------------------------- | --------------------------------- |
| آ      | waḍḍi alif          | ā                                   | /ə/                               |
| ا      | alif                | a                                   | /a/                               |
| ب      | be                  | p                                   | /b/                               |
| پ      | pe                  | b                                   | /p/                               |
| ت      | te                  | t                                   | /t/                               |
| ٹ      | ṭe                  | ṭ                                   | /ʈ/                               |
| ث      | se                  | s                                   | /s/                               |
| ج      | jīm                 | j                                   | /d͡ʒ/                              |
| چ      | če                  | č                                   | /t͡ʃ/                              |
| ح      | he                  | h                                   | /h/                               |
| خ      | xe                  | x                                   | /x/                               |
| ڇ      | ʄe                  | ʄ                                   | /ʄ/                               |
| د      | dāl                 | d                                   | /d/                               |
| ڈ      | ḍāl                 | ḍ                                   | /ɖ/                               |
| ذ      | zāl                 | (z)                                 | /z/                               |
| ر      | re                  | r                                   | /r/                               |
| ڑ      | ṛe                  | ṛ                                   | /ɽ/                               |
| ز      | ze                  | z                                   | /z/                               |
| ݬ      | ce                  | c                                   | /ɕ/                               |
| س      | sīn                 | s                                   | /s/                               |
| ش      | šīn                 | š                                   | /ʃ/                               |
| ص      | svād                | (s)                                 | /s/                               |
| ض      | zvād                | (z)                                 | /z/                               |
| ط      | to'e                | (t)                                 | /t/                               |
| ظ      | zo'e                | (z)                                 | /z/                               |
| ع      | ‘ain                | (‘/'), (a), (e), (ē), (o), (i), (u) | /∅/, /ə/, /e/, /ɛ/, /o/, /ɪ/, /ʊ/ |
| غ      | ǧain                | ǧ                                   | /ɣ/                               |
| ف      | fe                  | f                                   | /f/                               |
| ق      | qāf                 | q                                   | /q/                               |
| ڨ      | vāf                 | v                                   | /v/                               |
| ک      | kāf                 | k                                   | /k/                               |
| گ      | gāf                 | g                                   | /g/                               |
| ل      | lām                 | l                                   | /l/                               |
| م      | mīm                 | m                                   | /m/                               |
| ن      | nūn                 | n                                   | /n/                               |
| ں      | ñun                 | ñ                                   | /ɲ/                               |
| ݩ      | ñun                 | ñ                                   | /ɲ/                               |
| ݩگ     | ngun                | ng                                  | /ŋ/                               |
| ݨ      | ṇūn                 | ṇ                                   | /ɳ/                               |
| و      | wāw                 | w                                   | /ʋ/                               |
| ؤ      | waw-e-hamza         | 'w                                  | /ʔu/                              |
| ٷ      | waw-e-humza-e-dumma | u                                   | /ʊ/                               |
| ہ      | coṭī he             | h                                   | /ɦ/                               |
| ھ      | do cašmī he         | _h                                  | /◌ʰ/, /◌ʱ/                        |
| ء      | hamza               | '                                   | /ʔ/                               |
| ی      | coṭī ye             | y, ī                                | /j/, /i/                          |
| ئ      | hamza-e-yeh         | ai                                  | /æː/                              |
| ے      | waḍḍi ye            | e, ē                                | /e/, /ɛ/                          |

## Fonologia

### Consoantes
|             | Labial    | Dental/ Alveolar | Retroflexa | Palatal   | Velar     | Glotal |
| ----------- | --------- | ---------------- | ---------- | --------- | --------- | ------ |
| Plosiva     | p pʰ b bʱ | t tʰ d dʱ        | ʈ ʈʰ ɖ ɖʱ  | c cʰ ɟ ɟʱ | k kʰ ɡ ɡʱ |        |
| Fricativa   | f         | s z              |            | ɕ         | x ɣ       | ɦ      |
| Nasal       | m         | n                | ɳ          |           |           |        |
| Rótica      |           | r                | ɽ          |           |           |        |
| Lateral     |           | l                |            |           |           |        |
| Aproximante | ʋ         |                  |            | j         |           |        |

|             | Labial | Dental/ Alveolar | Retroflexa | Pós-alveolar./ Palatal | Velar  | Glotal |
| ----------- | ------ | ---------------- | ---------- | ---------------------- | ------ | ------ |
| Oclusiva    | p pʰ b | t tʰ d̪\|d        | ʈ ʈʰ ɖ     | tʃ tʃʰ dʒ              | k kʰ ɡ |        |
| Fricativa   | f v    | s z              |            | ʃ                      | x ɣ    | ɦ      |
| Nasal       | m      | n                | (ɳ)        |                        | (ŋ)    |        |
| Rótica      |        | r                | ɽ          |                        |        |        |
| Lateral     |        | l                |            |                        |        |        |
| Aproximante |        |                  |            | j                      |        |        |

### Vogais
|         | Anterior |  | Central |     | Posterior |
| ------- | -------- |  | ------- | --- | --------- |
| Fechada | iː}}     |  |         |     | uː}}      |
|         | ɪ}}      |  |         | ʊ}} |           |
| Medial  | eː}}     |  |         |     | oː}}      |
| Medial  | æː}}     |  |         |     |           |
|         |          |  | ə}}     |     |           |
| Aberta  |          |  | ɑː}}    |     |           |

Transliteração: "Uma boa pessoa tem respeito em qualquer lugar."

## Amostra de texto
الف اول ہے عالم ہست سی او
ہاتف آپ پکاریا بسمہ اللہ
فیر قلم نوں حکم نوشت ہویا
ہس کے قلم سر ماریا بسمہ اللہ
نقشہ لوح محفوظ دے وچ سینے
قلم صاف اتاریا بسمہ اللہ
اس تحریر نوں پڑھ کے فرشتیاں نے
سائیاں شکر گزاریا بسمہ اللہ

#### Transliteração
Alif-Awal hai Alam e hast sī o
Hātif āp pukārā Bismillah
Fīr Qalam nū̃ hukum e Nawišt hoyā
Hus ke qalam sir māriyā Bismillah
Naqšā Loh e Mahfūz dai wic sine
Qalam sāf utāriyā Bismillah
Is Tahrīr nū̃ paṛah ke Farištiyā̃ ne
Sāiyā̃ Šukar guzāriyā Bismillah

#### Emportuguês
Ele é o principal do mundo da existência. A voz do invisível exclamou Bismillah. A pena foi ordenada a escrever. A pena cumpriu a ordem de escrever Bismillah. Quando os anjos lêem esta composição. Saaieaan, eles mostraram sua gratidão com Bismillah.